# Liste der Bodendenkmäler in Nordwalde
Die Liste der Bodendenkmäler in Nordwalde enthält die denkmalgeschützten unterirdischen baulichen Anlagen, Reste oberirdischer baulicher Anlagen, Zeugnisse tierischen und pflanzlichen Lebens und paläontologischen Reste auf dem Gebiet der Gemeinde Nordwalde im Kreis Steinfurt in Nordrhein-Westfalen (Stand: Oktober 2020). Diese Bodendenkmäler sind in Teil B der Denkmalliste der Gemeinde Nordwalde eingetragen; Grundlage für die Aufnahme ist das Denkmalschutzgesetz Nordrhein-Westfalen (DSchG NRW).
| Bild | Bezeichnung        | Lage | Beschreibung | Bauzeit | Eingetragen seit | Denkmal- nummer |
| ---- | ------------------ | ---- | ------------ | ------- | ---------------- | --------------- |
|      | Landwehr-Teilstück |      |              |         | 04.12.1990       | 1               |
|      | Landwehr-Teilstück |      |              |         | 04.12.1990       | 2               |
|      | Landwehr-Teilstück |      |              |         | 04.12.1990       | 3               |
|      | Landwehr-Teilstück |      |              |         | 04.12.1990       | 4               |
|      | Landwehr-Teilstück |      |              |         | 04.12.1990       | 5               |
|      | Landwehr-Teilstück |      |              |         | 04.12.1990       | 6               |
|      | Landwehr-Teilstück |      |              |         | 04.12.1990       | 7               |
|      | Landwehr-Teilstück |      |              |         | 04.12.1990       | 8               |
|      | Landwehr-Teilstück |      |              |         | 04.12.1990       | 9               |
|      | Landwehr-Teilstück |      |              |         | 04.12.1990       | 10              |
|      | Landwehr-Teilstück |      |              |         | 04.12.1990       | 11              |
|      | Landwehr-Teilstück |      |              |         | 04.12.1990       | 12              |
|      | Max-Clemens-Kanal  |      |              |         | 10.07.1998       | 13              |
|      | Bispinghof         |      |              |         | 26.04.2016       | 14              |